# Leptodontium serratum
Leptodontium serratum là một loài Rêu trong họ Pottiaceae. Loài này được (Müll. Hal.) E.B. Bartram mô tả khoa học đầu tiên năm 1945.